# Gesellschaft für Deutsch-Sowjetische Freundschaft
De Gesellschaft für Deutsch-Sowjetische Freundschaft (Vereniging voor Duits-Sovjet-Russische Vriendschap) was een massaorganisatie in de Duitse Democratische Republiek (DDR). Doel van de organisatie was burgers te informeren over de cultuur en de samenleving in de Sovjet-Unie en op die manier de vriendschap tussen beide landen te bevorderen.

## Geschiedenis
De Gesellschaft für Deutsch-Sowjetische Freundschaft (DSF) werd op 30 juni 1947 opgericht in de Sovjet-bezettingszone in Duitsland (SBZ) als Gesellschaft zum Studium der Kultur der Sowjetunion (Vereniging voor de Bestudering van de Cultuur in de Sovjet-Unie). Op 2 juli 1949 werd de naam van de vereniging gewijzigd in DSF. In september 1950 werd in Homberg (Duisburg) in de Bondsrepubliek Duitsland ook een DSF opgericht, maar deze werd in 1955 door de bondsregering verboden. De DSF in de DDR maakte deel uit van het Nationaal Front (NF) en de Liga für Völkerfreundschaft (Liga voor Volkerenvriendschap). Deze laatste organisatie was een bundeling van vriendschapsverenigingen met andere landen en het spreekt min of meer voor zich dat de DSF de voornaamste vriendschapvereniging was. Net als andere massaorganisaties in de DDR werd de DSF gedomineerd door leden van de communistische Sozialistische Einheitspartei Deutschlands (Socialistische Eenheidspartij van Duitsland, SED). Toch bekleedden ook leden van andere legale partijen belangrijkste functies binnen de DSF. Zo was van 1963 tot 1968 Volkskammervoorzitter Johannes Dieckmann van de LDPD voorzitter van de DSF. Hierna was Lothar Bolz van de DBD van 1968 tot 1978 voorzitter. Erich Mückenberger, die van 1978 tot 1989 de DSF leidde was echter lid van de SED.
Van alle massaorganisaties in de DDR had de DSF zonder twijfel de meeste leden. In 1970 telde de DSF 3,5 miljoen leden en in 1988 6,4 miljoen. Er waren enkele belangrijke redenen voor DDR-burgers om lid te worden van de DSF. Lidmaatschap maakte een goede indruk, daarnaast waren de verplichtingen voor de leden bescheiden in vergelijking tot die van andere massaorganisaties. In de jaren 80, toen als gevolg van Michael Gorbatsjovs perestrojka en glasnost politiek in de Sovjet-Unie, de betrekkingen tussen de DDR en Sovjet-Rusland bekoelden, nam het aantal leden van de DSF alleen maar toe: de bevolking van de DDR gaf op die manier bedekt aan het eens de zijn met de hervormingen in de Sovjet-Unie.
Na de Wende van november 1989 werd de DSF omgevormd tot de Stiftung West-Öst. Begegnungen (Stichting Relaties tussen Oost en West) onder voorzitterschap van ds. Cyrill Pech (CDUD). Deze organisatie ging echter in 1991 ter ziele.

## Organisatie
Geheel aan de basis stonden de grondeenheden (Grundeinheiten) die meestal een buurt of wijk omvatten. Hoger stonden de kring- en districtsorganisaties (Kreis- und Bezirksorganisationen).
Eens in de vijf jaar vond er een congres van de DSF plaats. Het congres koos een Centraal Bestuur, een voorzitter en een secretaris-generaal.

## Activiteiten
Naast veel activiteiten op het gebied van agitatie en propaganda, organiseerde de DSF ook veel activiteiten op cultureel gebied. Door middel van film, lezingen, studiereizen (en daaruit voortvloeiend reisverslagen) en de verenigingskrant werden de leden op de hoogte gehouden van de (socialistische) cultuur en het dagelijkse leven in de Sovjet-Unie. Regelmatig vonden er ook uitwisselingen (van kinderen) plaats. In samenwerking met de jeugdorganisaties Pioniersorganisation Ernst Thälmann en de Freie Deutsche Jugend (FDJ) probeerde de DSF (overigens succesvol) de jeugd te bereiken en hen te doordringen van de buitengewone vriendschap die bestond tussen de DDR en de "eerste socialistische staat." Omdat de meeste activiteiten van de DSF vrij onderhoudend waren, namen veel leden deel aan de activiteiten.

## Kranten
De DSF gaf twee grote kranten uit: Presse der Sowjetunion en Freie Welt.

## Lijst van voorzitters van de DSF
| Persoon                | periode     | partij |
| ---------------------- | ----------- | ------ |
| Jürgen Kuczynski       | 1947 - 1950 | SED    |
| Friedrich Ebert junior | 1950 - 1958 | SED    |
| Georg Handke           | 1958 - 1962 | SED    |
| Johannes Dieckmann     | 1963 - 1968 | LDPD   |
| Lothar Bolz            | 1968 - 1978 | DBD    |
| Erich Mückenberger     | 1978 - 1989 | SED    |
| Ds. Cyrill Pech        | 1989 - 1991 | CDUD   |

## Secretarissen-Generaal
| Persoon      | periode     | partij |
| ------------ | ----------- | ------ |
| Kurt Thieme  | 1970 - 1982 | SED    |
| Heinz Kuhrig | 1982 - 1990 | SED    |

## Verwijzingen
1. ↑  SBZ Handbuch, door: Martin Broszat en Hermann Weber (hoofdred.), 1993, blz. 734
2. ↑  Wer war wer in der DDR?, door: Müller-Engbergs, Wielgohs, Hoffmann (hoofdred.), 2000, blz. 648-649
3. ↑  Voorzitter van de Stichting Relaties tussen West en Oost
4. ↑  tot 1989